# Princess Svanevit
Princess Svanevit, tidigare bland andra Irene, Silvervingen X och Barranquilla, är en bermudariggad kappseglingsyacht, som byggdes 1929–1930 som Princess Svanevit för den svenske entreprenören, förläggaren och publicisten Erik Åkerlund (1877–1940). Hennes segelyta är 182 kvadratmeter, och med sina nästan 22 meter är hon världens längsta segelbåt i sin klass. 
Princess Svanevit ritades av Gustaf Estlander (1876–1930) och Tore Holm (1896–1977) och byggdes av Carl Plym (1899–1930) på Neglingevarvet i Saltsjöbaden.
Princess Svanevit k-märktes 2025.

## Interiören
Inredningsstilen är nordisk klassicism. De kanske mest iögonfallande inslagen i båtens inredning är intarsiorna skapade av konstnären Ewald Dahlskog (1894–1950). Hans intarsior finns också bland annat i Stockholms konserthus och i Tändstickspalatset.
Det är oklart vem som monterat inredningen, men uppgiften om tillverkare framgår av mässingsskyltar med snickarmästare Hjalmar Wikströms firmanamn. Liljevalchs konsthall ställde ut intarsior demonterade från Princess Svanevit inför dess renovering i sitt annex Liljevachs+ mellan den 2 februari och den 24 april, 2022.

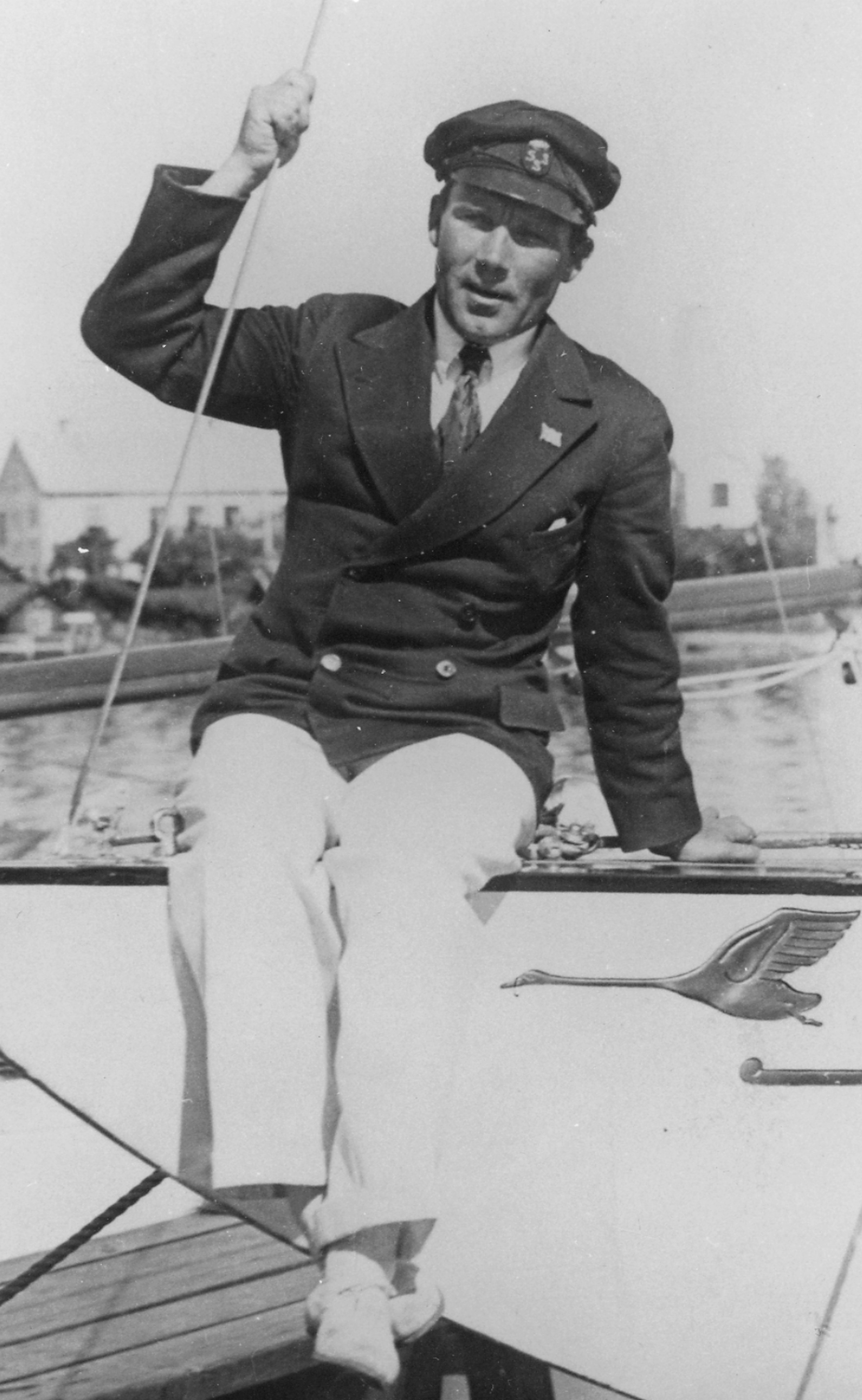
Tore Holm på den av Gustaf Estlander ritade R-12:an Princess Svanevit, 1931

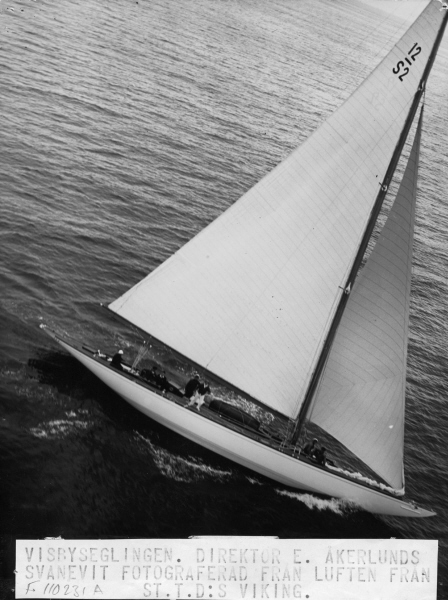
12mR-yachten Svanevit, under Visbyseglingen 1931, rorsman Erik Åkerlund.

## Ägare

### Första ägaren -Erik Åkerlund
Princess Svanevit byggdes på beställning av den svenske entreprenören, förläggaren och publicisten Erik Åkerlund till Kungliga Svenska Segelsällskapets (KSSS) 100-årsjubileum, för att "ge svenska konstruktörer och båtbyggare ett nytt tillfälle att visa sin höga nivå" och också för att locka internationella 12:or till 100-årsregattan. Med hjälp av Princess Svanevit ville Erik Åkerlund visa upp det allra bästa av svenskt båtbyggnadshantverk, och han anställde därför de främsta av svenska konstruktörer, båtbyggare, snickare, formgivare, med flera. Ombord vid KSSS-regattan, där båten vann 12-metersklassen, fanns bland andra de svenska kungligheterna prins Gustaf Adolf och  prinsessan Ingrid (senare drottning av Danmark).
Erik Åkerlund var en entusiastisk seglare. Han ägde också Bissbi, som vann guldmedaljen i 6 m-klassen vid Sommar-OS 1932. Hans son Olle ingick i besättningen.

### Andre ägaren - Ernhold Lundström
Åren 1934–1954 ägdes  Princess Svanevit  av verkställande direktören Ernhold Lundström i Malmö, som döpte om henne till  Irene . Tore Holm gjorde några förändringar i båten.

### Tredje ägaren - Nils Gäbel
Ernhold Lundström sålde 1954 båten till verkställande direktören Nils Gäbel. Vid 50-årsåldern seglade Nils Gäbel med sin fru och deras fyra barn sin båt till Spanien. Han grundade en semesteranläggning i Torrevieja. En staty i Torrevieja visar Nils Gäbel vid rodret till en båt.Nils Gäbel ägde båten fram till 1958, och döpte om henne till  Silvervingen X .

### Fjärde ägaren - Harry Hyams
Den brittiske fastighetsmagnaten Harry Hyams ägde båten 1958–2017, med hemmahamn i Hamble. Han döpte om henne till  Barranquilla .

### Femte ägaren - Stockholms Båtsnickeri AB
I samband med att den tredje ägaren seglat båten till Medelhavet försvann hon ur sikte och under många år var hennes öde eller var hon befann sig okänt. Hon spårades 2007 av den svenske båtbyggaren Bobby Cyrus genom ett internetforum och fanns då i England, i ett förfallet skick. Efter tio års diskussioner med Harry Hyams och senare hans dödsbo köpte Stockholms Båtsnickeri AB i Fisksätra  båten och transporterade henne 2017 till Sverige, varefter restaureringen påbörjades, i samma vik där hon byggdes nästan nittio år tidigare, 1929–1930.

### Sjätte ägaren - Princess Svanevit AB
Stockholms Båtsnickeri AB fortsätter restaureringsarbetet, men har sålt båten till Princess Svanevit AB. Bolaget ägs till 75% av den  ideella föreningen  Svenska Träbåtar , resterande 25% ägs av ett brittiskt par med anknytning till den tidigare ägaren Harry Hyams.

## Bildgalleri

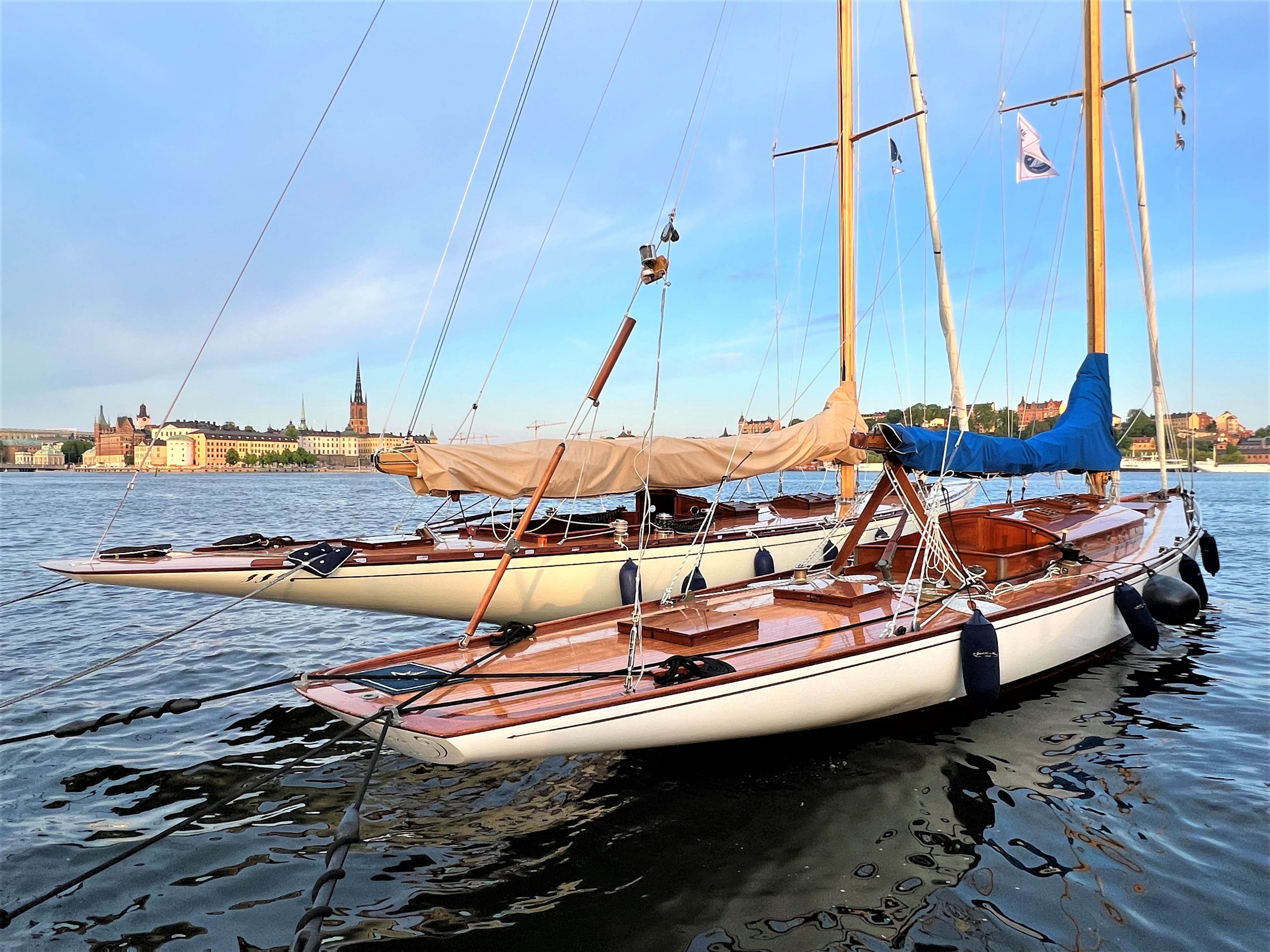
Princess Svanevit och Beatrice Aurore vid kaj på Riddarfjärden inför Stadshusregattan 2023
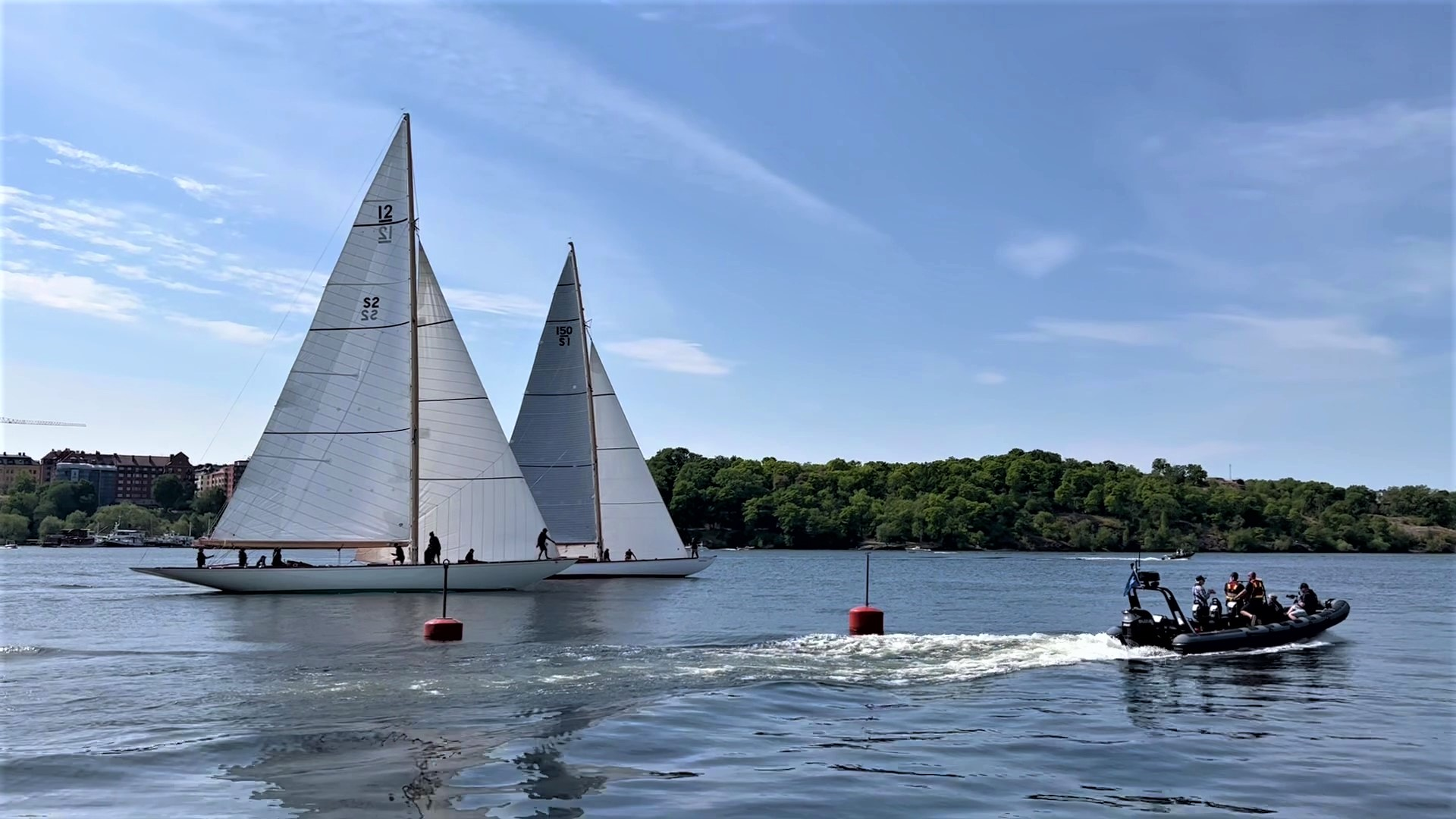
Princess Svanevit seglar i kapp Beatrice Aurore under Stadshusregattan 2023
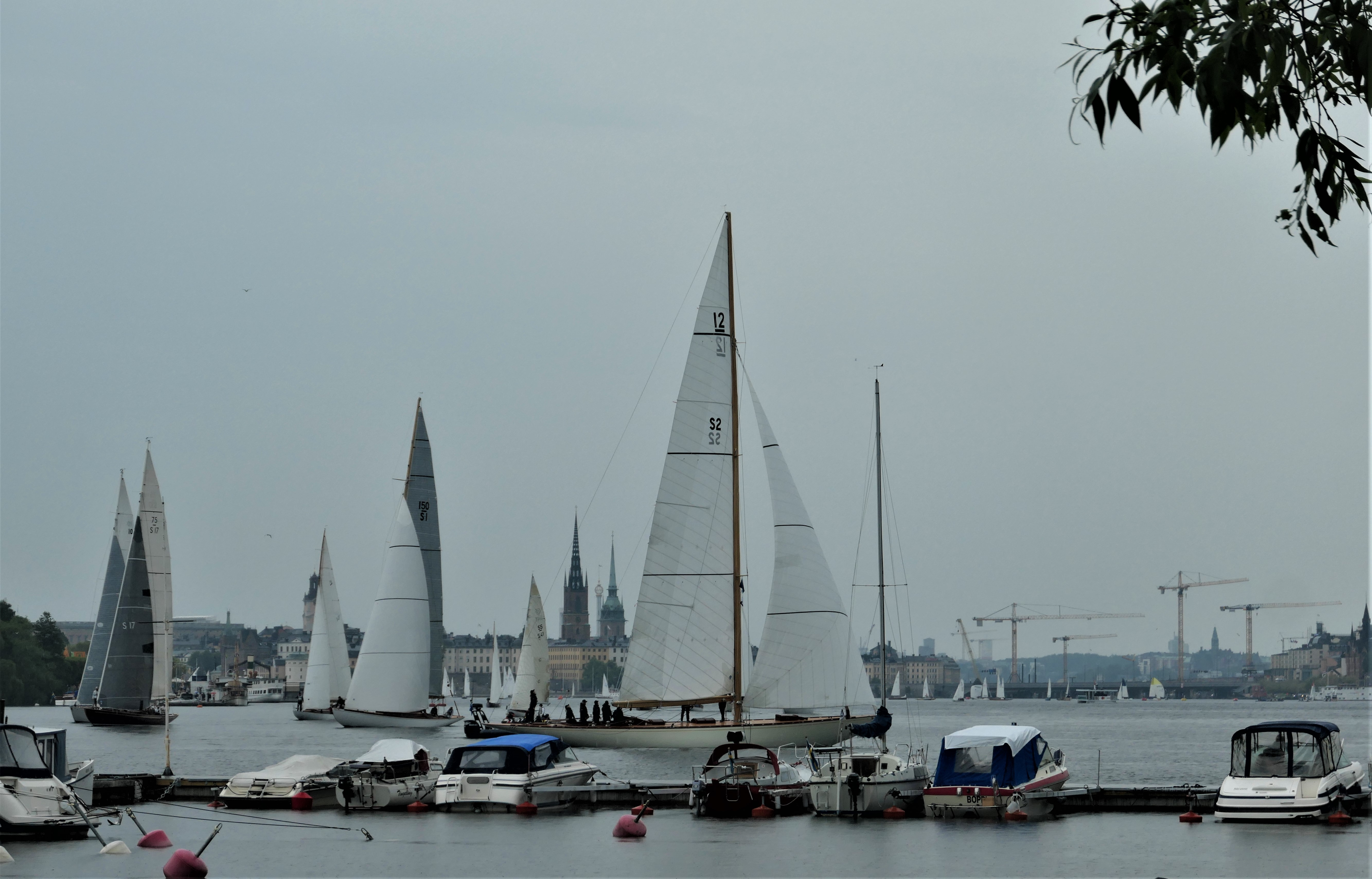
Princess Svanevit, Stadshusregattan 2023
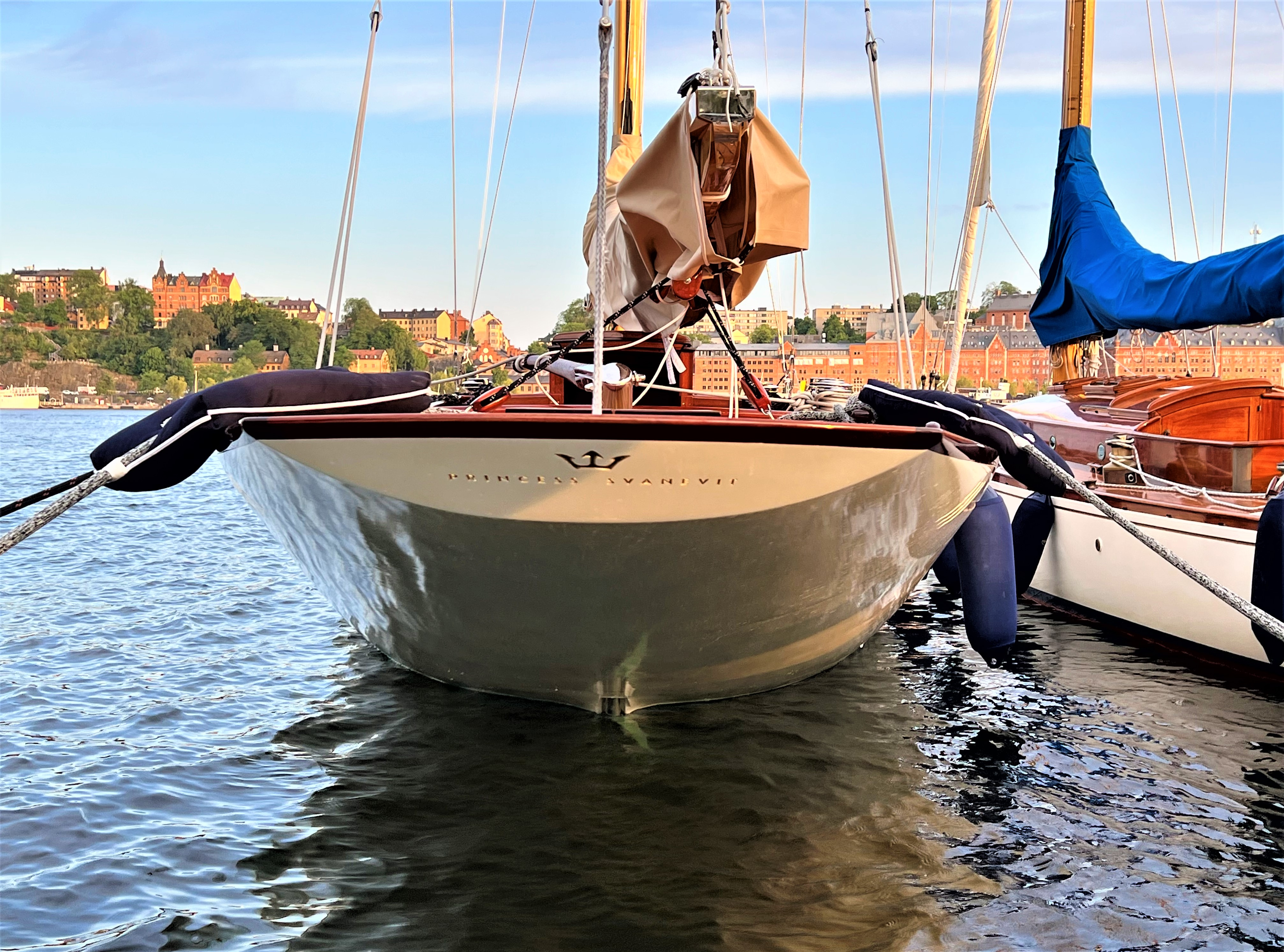
Akterspegeln

### Renoveringen vid Stockholms båtsnickeri AB

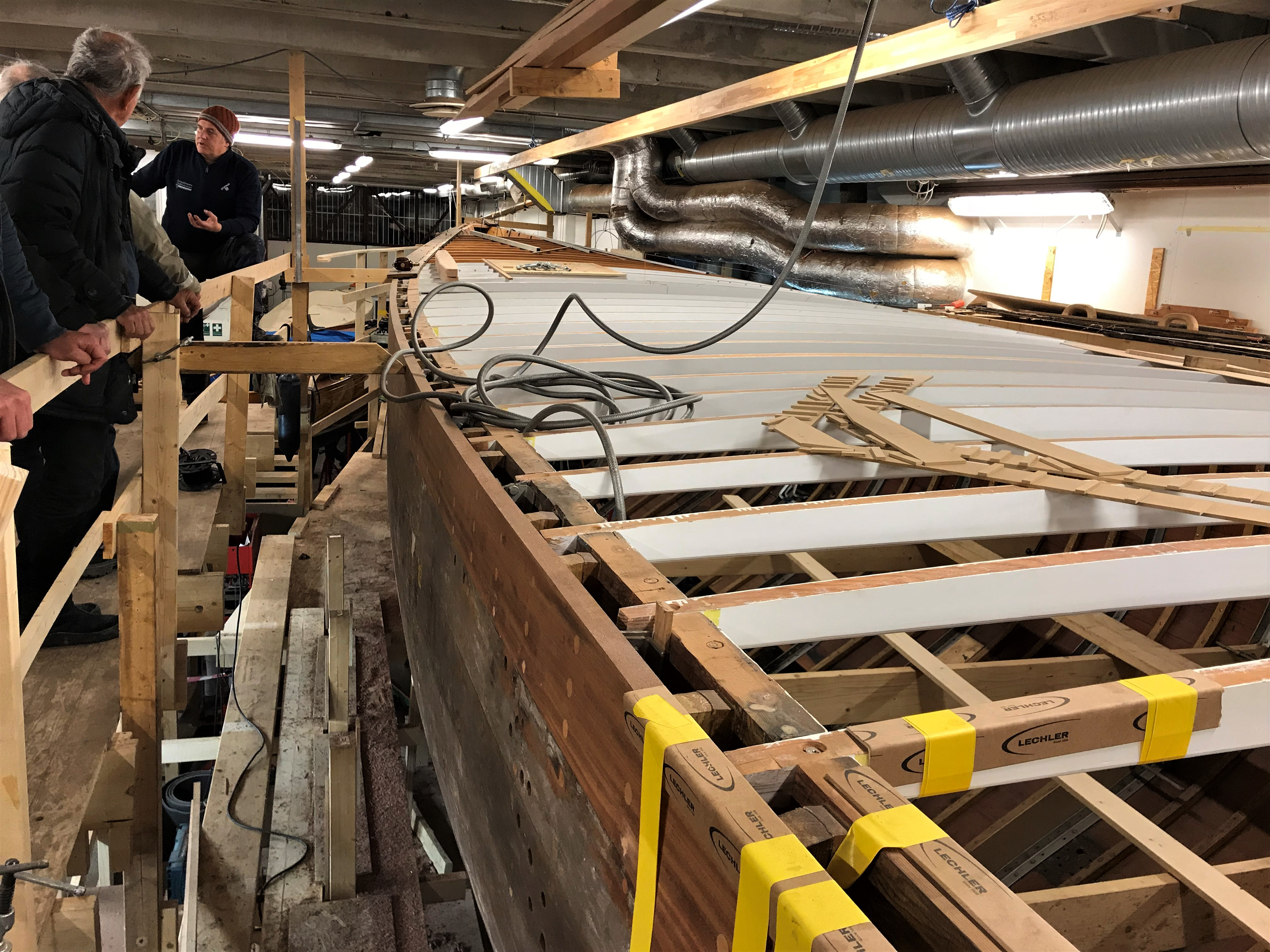
Renovering av Princess Svanevit, Stockholms båtsnickeri AB i Fisksätra, 2019
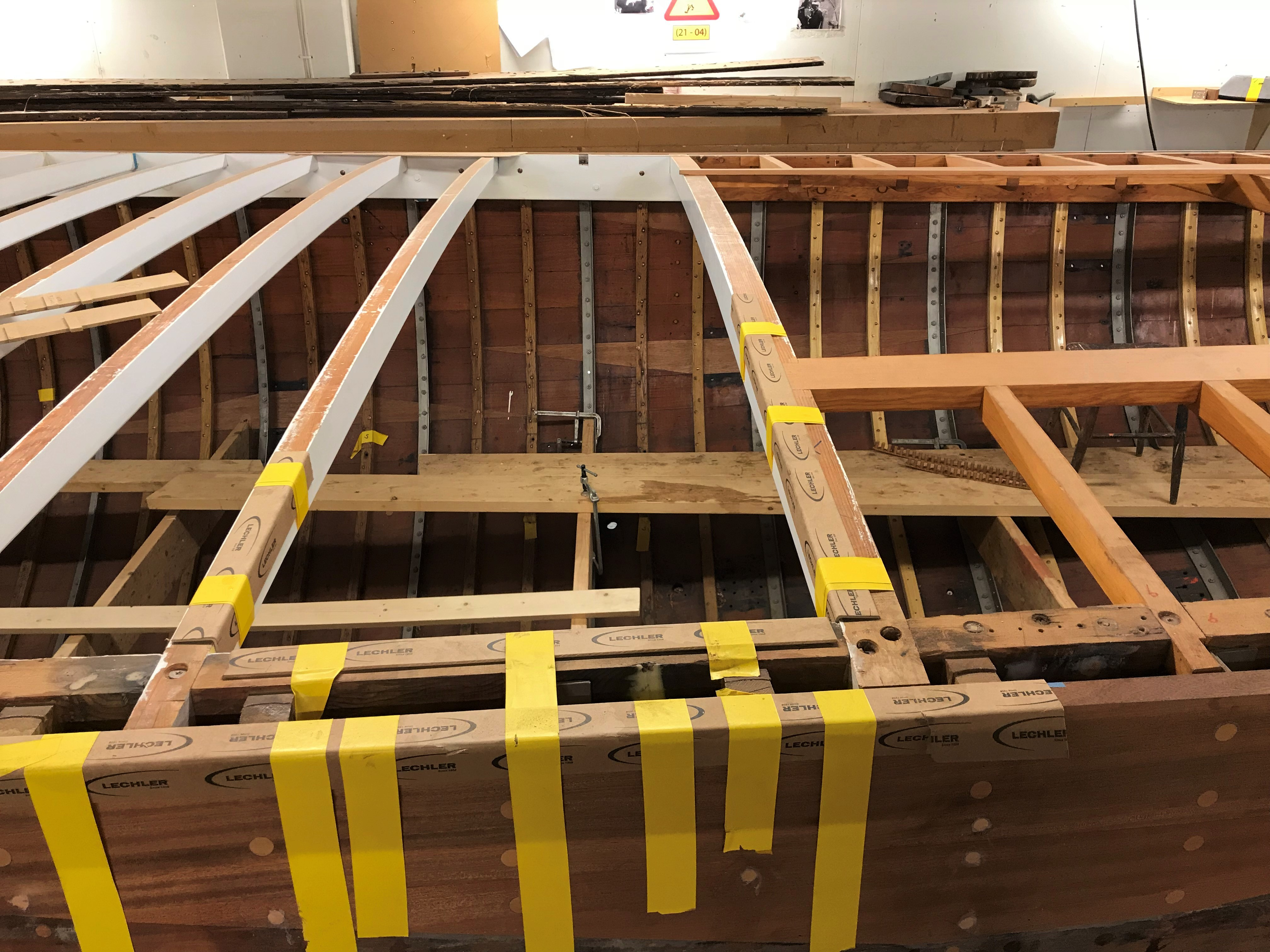
Detalj, 2019
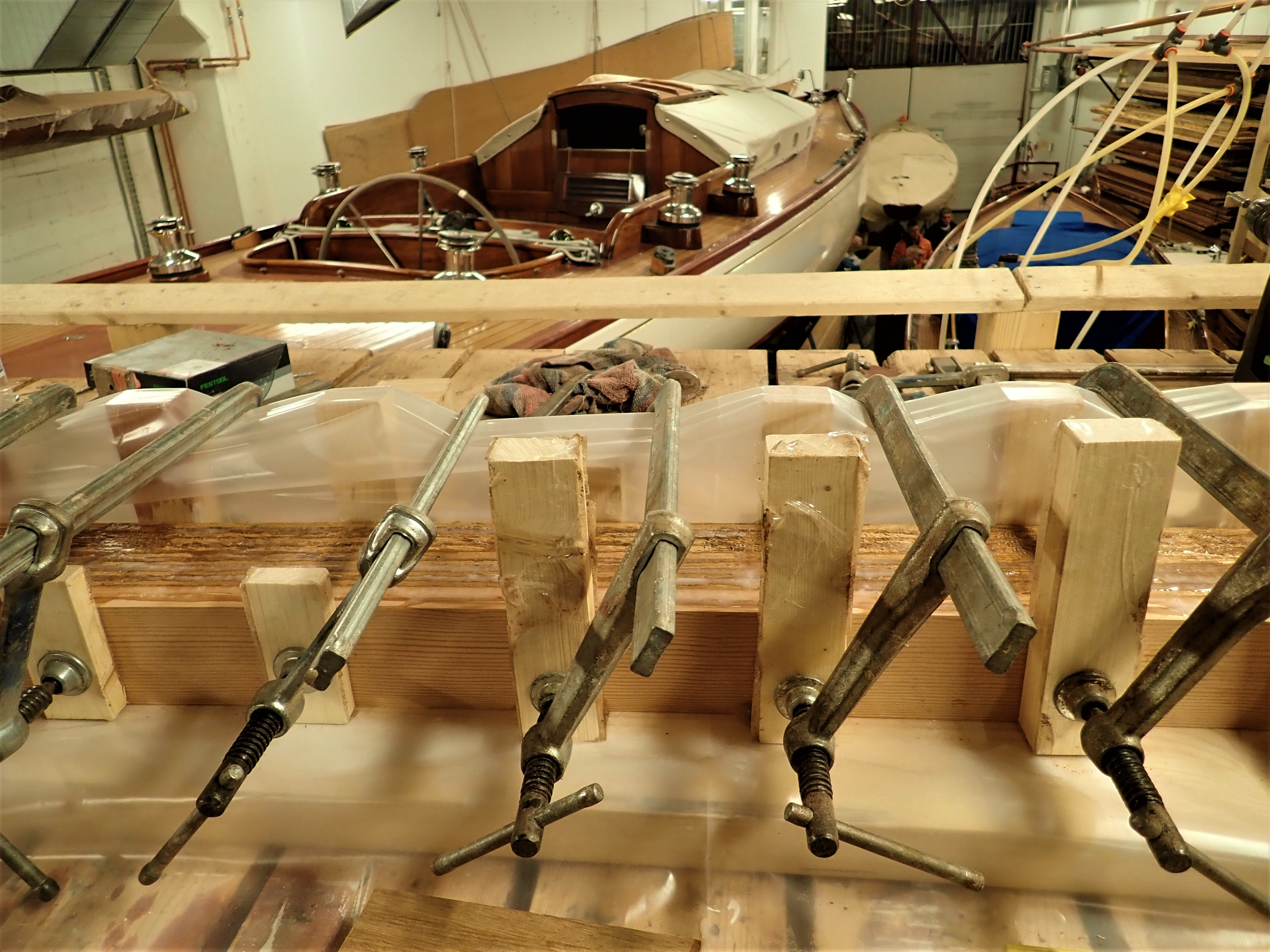
Detalj, 2019
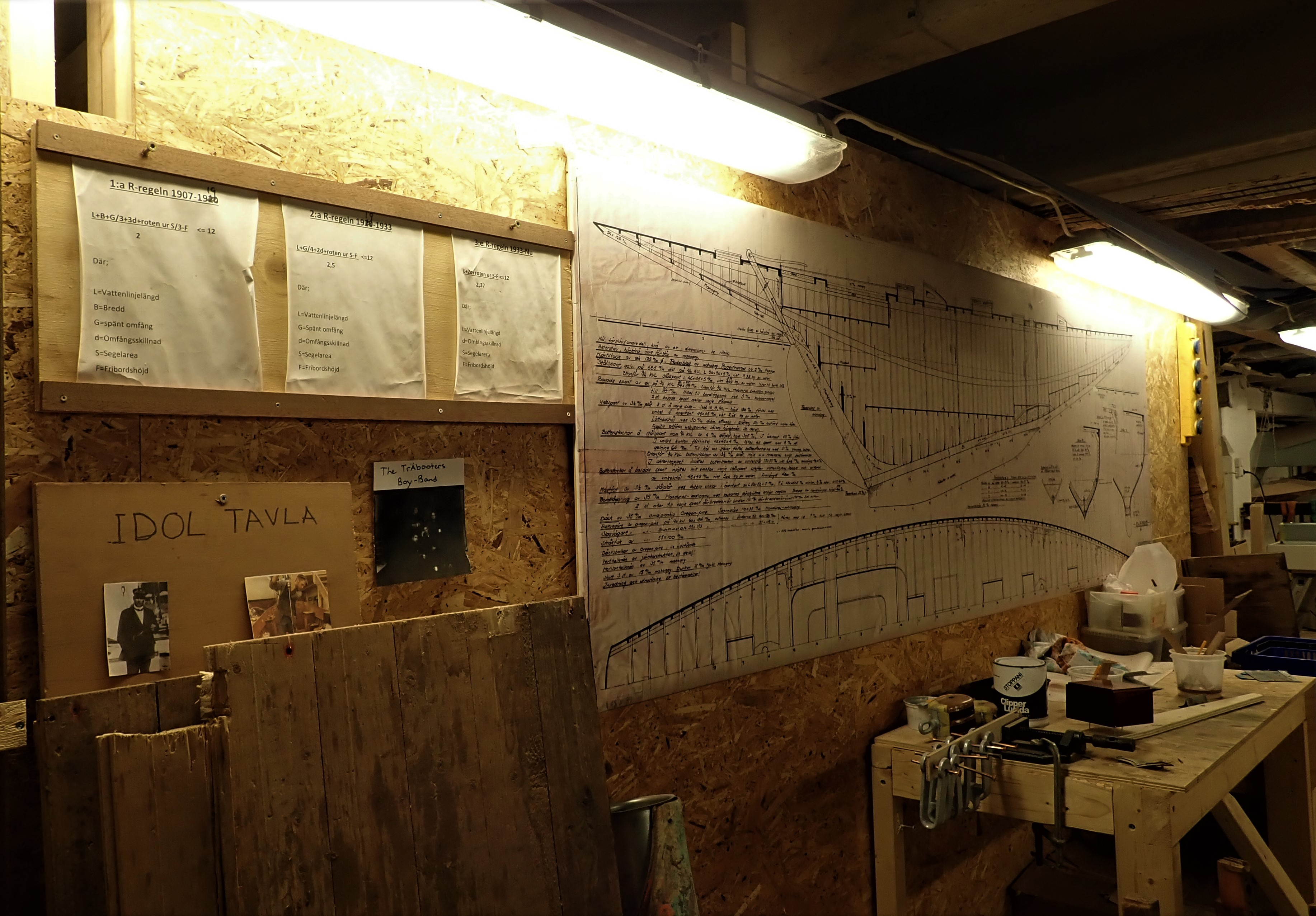
Ritningar, 2019
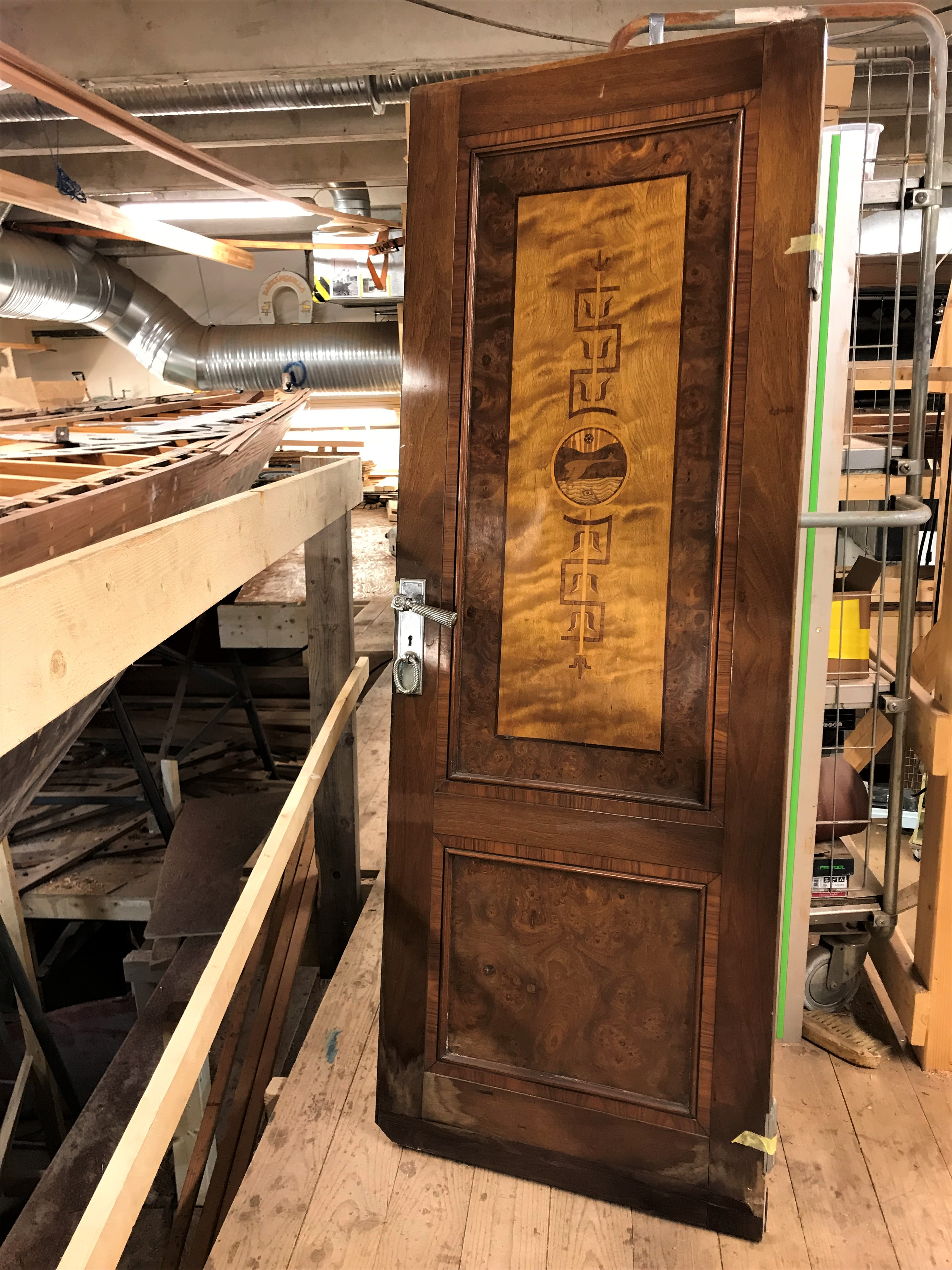
En av originaldörrarna med intarsia skapad av Ewald Dahlskog, 2019